# William Richardson (Sänger)
William Howard Richardson (* 23. August 1869 in Liverpool/Nova Scotia; † vermutlich nach 1930) war ein afroamerikanischer Sänger (Bariton).
Richardson kam achtjährig mit seiner Familie nach Boston. Dort hatte er Gesangsunterricht bei George H. Woods und hatte 1909 seinen ersten großen Auftritt in der Steinert Hall. Als reisender Sänger trat er dann in verschiedenen Städten in Konzert- und Oratorienaufführungen – u. a. in Samuel Coleridge-Taylors Hiawatha-Trilogie – auf. 1913 unternahm er eine Konzerttournee mit Maud Cuney-Hare. 
Nach seiner Rückkehr nach Boston nahm er weiteren Gesangsunterricht bei Arthur Hubbard, dem Lehrer von Roland Hayes und Theodore Schroeder. 1915 tourte er mit Hayes und dem Pianisten William Lawrence durch die USA. Im Jahr 1919 gab er ein Konzert in der Bostoner Jordan Hall. Nach einer Transkontinentaltournee durch die USA trat er 1923 in Kuba, auf den Jungferninseln und Puerto Rico auf.

## Quelle
- Darryl Glenn Nettles: African American Concert Singers Before 1950, McFarland, 2003, ISBN 9780786414673, S. 141

| Personendaten    | Personendaten              |
| ---------------- | -------------------------- |
| NAME             | Richardson, William        |
| ALTERNATIVNAMEN  | Richardson, William Howard |
| KURZBESCHREIBUNG | US-amerikanischer Sänger   |
| GEBURTSDATUM     | 23. August 1869            |
| GEBURTSORT       | Liverpool (Nova Scotia)    |
| STERBEDATUM      | nach 1930                  |